# Empyrean Isles
Empyrean Isles – czwarty album studyjny amerykańskiego pianisty i kompozytora jazzowego Herbiego Hancocka, wydany w 1964 roku nakładem Blue Note.

## Powstanie
Materiał na płytę został zarejestrowany 17 czerwca 1964 roku przez Rudy'ego Van Geldera w należącym do niego studiu (Van Gelder Studio) w Englewood Cliffs w stanie New Jersey. Produkcją płyty zajął się Alfred Lion.

## Recepcja i wpływ
Wraz z Maiden Voyage z 1965 roku longplay zaliczany jest do „klasycznych albumów” jazzowych lat 60. Kompozycja Cantaloupe Island stała się standardem jazzowym.

## Lista utworów
Opracowano na podstawie materiału źródłowego.
Wydanie LP
Strona A
| Nr | Tytuł utworu      | Muzyka         | Długość |
| -- | ----------------- | -------------- | ------- |
| 1. | „One Finger Snap” | Herbie Hancock | 7:20    |
| 2. | „Oliloqui Valley” | Hancock        | 8:28    |
|    |                   |                | 15:48   |

Strona B
| Nr | Tytuł utworu        | Muzyka  | Długość |
| -- | ------------------- | ------- | ------- |
| 1. | „Cantaloupe Island” | Hancock | 5:32    |
| 2. | „The Egg”           | Hancock | 14:00   |
|    |                     |         | 19:32   |

Utwory dodatkowe na reedycji (1999)
| Nr | Tytuł utworu                       | Muzyka  | Długość |
| -- | ---------------------------------- | ------- | ------- |
| 1. | „One Finger Snap (alternate take)” | Hancock | 7:37    |
| 2. | „Oliloqui Valley (alternate take)” | Hancock | 10:47   |
|    |                                    |         | 18:24   |

## Twórcy
Opracowano na podstawie materiału źródłowego.
Muzycy:
- Herbie Hancock – fortepian
- Ron Carter – kontrabas
- Freddie Hubbard – kornet
- Tony Williams – perkusja

Produkcja:
- Alfred Lion – produkcja muzyczna
- Rudy Van Gelder – inżynieria dźwięku
- Reid Miles – projekt okładki
- Francis Wolff – fotografia na okładce
- Nora Kelly – liner notes
- Michael Cuscuna – produkcja muzyczna (reedycja z 1999)